# Encéphalite limbique avec anticorps anti-récepteur N-méthyl-D-aspartate
 Mise en garde médicale
L'encéphalite limbique avec anticorps anti-récepteur N-méthyl-D-aspartate — ou encéphalite anti-NMDAr — est une forme d'encéphalite limbique, une affection caractérisée par l'inflammation du cerveau. L'encéphalite limbique est provoquée par l'auto-immunité, un état anormal dans lequel le corps produit des anticorps contre lui-même. Bien que cette maladie soit qualifiée de « limbique » l'atteinte est rarement limitée au système limbique et les analyses post-mortem montrent habituellement une implication d'autres parties du cerveau. L'encéphalite anti-NMDAr est une inflammation aiguë du cerveau potentiellement mortelle mais qui a toutes les chances de guérir si elle bénéficie du traitement approprié. Elle est déclenchée par un mécanisme auto-immun ciblant initialement la sous-unité NR1 des récepteurs N-méthyl-D-aspartate (récepteurs NMDA, NMDAr).
Cette maladie est associée à des tumeurs, la plupart des fois des tératomes de l'ovaire, 
ainsi l'encéphalite anti-NMDAr peut-elle être comptée parmi les syndromes paranéoplasiques.
Cependant de nombreux cas ne présentent aucune tumeur détectable, et, dans la réalité des faits, la plupart des patients n'en ont pas.
Cette maladie fut officiellement décrite, catégorisée et nommée par Josep Dalmau et son équipe en 2007.

## Signes et symptômes
Avant que ne se développe un ensemble de symptômes spécifiques à l'encéphalite anti-NMDAr, les personnes atteintes peuvent ressentir des prodromes à type de maux de tête, syndrome grippal ou autres, évoquant une infection des voies respiratoires supérieures. Cette phase prodromique peut devancer l'encéphalite de plusieurs semaines ou de quelques mois. Après les signes précurseurs, l'encéphalite anti-NMDAr progresse à des vitesses variées : les patients présentent des symptômes neuropsychiatriques divers. À la phase initiale de la maladie, les signes diffèrent légèrement entre les enfants et les sujets adultes. Cependant les changements de comportement sont un premier symptôme partagé par toutes les générations de patients. Ces changements comprennent souvent paranoïa, psychose, et comportements violents. Crises convulsives, mouvements anormaux, souvent de la bouche et des lèvres ou à type de pédalage avec les jambes ou de pianotage avec les mains et les doigts, peuvent aussi en être d'autres premiers signes, comme d'autres symptômes plus typiques lors de l'apparition de l'encéphalite anti-NMDAr : troubles cognitifs, troubles de la mémoire et troubles de la parole, y compris aphasie, persévération ou mutisme,,.
Les symptômes semblent généralement de nature psychiatrique, ce qui occasionne des errances, et même des confusions diagnostiques. L'affection continuant d'évoluer, les symptômes deviennent critiques pour le pronostic vital, avec notamment des troubles dysautonomiques — importantes fluctuations de la pression artérielle, de la température corporelle ou de la fréquence cardiaque — une hypoventilation, une ataxie cérébelleuse, une hémiparésie, des pertes de conscience, ou une catatonie. Au cours de cette phase aiguë, la plupart des patients nécessitent des soins intensifs afin de stabiliser leur ventilation, leur rythme cardiaque et leur pression artérielle,. La perte de sensibilité d'une moitié de son corps peut également être un symptôme. La présence concomitante de plusieurs des symptômes énumérés ci-dessus constitue une des caractéristiques distinctives de l'encéphalite anti-NMDAr : la plupart des patients en présentent au moins quatre, nombre d'entre eux en présentent 6 ou 7 au cours de la maladie,.

## Physiopathologie

### Anticorps dans le sérum et le liquide cérébrospinal
L'encéphalite anti-NMDAr est médiée par des anticorps ciblant les récepteurs N-méthyl D-aspartate (NMDAr) dans le cerveau.
Ceux-ci peuvent être produits par réaction croisée avec les récepteurs au NMDA en cas de tératomes : ceux-ci contiennent de nombreux types variés de cellules, dont des cellules cérébrales, ouvrant ainsi une brèche potentielle dans le système immunitaire et sa tolérance immunologique.
D'autres mécanismes auto-immuns sont suspectés pour les patients ne présentant aucune tumeur. En particulier, la présence d'anticorps anti-NMDAr est retrouvée dans certaines encéphalites survenant après une infection à HSV-1, faisant émettre l'hypothèse d'un relargage des NMDAr après destruction neuronale par le virus. Tandis que la physiopathologie exacte est encore à l'étude, l'évaluation empirique de l'origine des anticorps anti-NMDAr dans le sérum et le liquide cérébrospinal (LCS) conduit à prendre en compte deux mécanismes possibles.
Ces mécanismes peuvent être documentés par quelques observations simples.
Le titrage sérique des anticorps anti-récepteur au NMDA est plus élevé que dans le liquide cérébrospinal (LCS), en moyenne de 10 fois,.
Ces résultats suggèrent avec force que la production d'anticorps est plus systémique que dans le cerveau ou le liquide cérébrospinal. Quand le titrage des IgG totales est normalisé, une synthèse intrathécale est détectée ; cela implique qu'il y a plus d'anticorps anti-récepteur NMDA dans le liquide cérébrospinal qu'attendu, étant donné les quantités prévisibles d'IgG totales.
1. L'accès passif implique la diffusion des anticorps du sang à travers la barrière hémato-encéphalique (BHE) lésée de façon pathologique[16]. Cette barrière cellulaire, séparant le système nerveux central de la circulation systémique, prévient — dans les situations physiologiques normales — la pénétration de grosses molécules dans le cerveau. Diverses hypothèses ont été avancées, comme une rupture de l'intégrité de cette barrière, la plus probable consistant en une réponse à l'inflammation aiguë du système nerveux. Ainsi l'implication de la neurohormone corticolibérine (CRH, pour l'anglais : Corticotropin-releasing hormone) et des mastocytes dans la réponse rapide au stress a montré que ceux-ci facilitent la pénétration de la BHE[17]. Cependant il est aussi possible que le syndrome dysautonomique que certains patients présentent au cours des dernières phases de l'évolution de la maladie participe au passage des anticorps : par exemple une élévation de la pression artérielle forcerait de grosses protéines — tels les anticorps — à passer par extravasation dans le LCS ;
2. la production intrathécale — production d'anticorps au sein des méninges — est également un mécanisme à envisager. Dalmau et al. ont montré que 53 patients sur 58 présentant une encéphalite anti-NMDAr avaient une barrière hémato-encéphalique au moins partiellement intègre, tout en présentant une concentration élevée d'anticorps dans le liquide cérébrospinal. Plus encore, les médicaments cyclophosphamide (Endoxan) et rituximab (Rituxan)[18][source insuffisante] employés pour supprimer les cellules immunitaires dysfonctionnelles, ont fait la preuve de leur efficacité en seconde ligne pour les patients chez qui l'immunothérapie de première intention a échoué[6]. Ils détruisent les cellules produisant avec excès les anticorps dans le sac thécal, amendant ainsi les symptômes.

Une analyse plus fine des processus impliquant la présence des anticorps au sein du liquide cérébrospinal combine ces deux mécanismes.

### Anticorps anti-récepteur au NMDA
Une fois que les anticorps ont franchi la barrière hémato-encéphalique (BHE) ils se lient à la sous-unité NR1 des récepteurs NMDA.
Trois mécanismes pourraient alors expliquer les lésions des cellules neuronales :
1. une réduction de la densité des récepteurs NMDA sur le bouton post-synaptique, à cause de l'internalisation de ces récepteurs quand ils sont liés aux anticorps. Ce processus dépend de la réticulation des anticorps[19] ;
2. l'antagonisme direct entre récepteur NMDA et anticorps, similaire à l'action de produits pharmacologiques typiques bloquant le récepteur, tels la phéncyclidine ou la kétamine ;
3. le recrutement de la cascade du complément dans sa voie classique : interaction antigène-anticorps. Le complexe d'attaque membranaire est l'un des produits finaux de cette cascade[20], créant des pores à travers la membrane cellulaire, permettant l'entrée de l'eau et des ions conduisant à la destruction de la cellule. Ce mécanisme est peu probable : il cause la mort cellulaire, ce qui n'est pas établi en cas d'encéphalite anti-NMDAr.

## Diagnostic
D'abord et avant tout le diagnostic est à envisager pour un jeune adulte présentant des troubles du comportement associés à une dystonie neurovégétative (importantes fluctuations de la pression artérielle, de la température corporelle ou de la fréquence cardiaque). Le patient peut présenter une altération du niveau de conscience et des crises d'épilepsie, à la phase précoce de la maladie. L'examen clinique peut révéler des délires et des hallucinations,.
L'IRM cérébrale est souvent normale ou ne montre que des anomalies non spécifiques.
Le diagnostic se fait par la mise en évidence d'anticorps anti-NMDAr dans le sérum ou dans le liquide cérébrospinal (meilleure sensibilité dans ce dernier cas).

## Traitement
Si une tumeur est décelée chez le patient, le pronostic à long terme est généralement meilleur et les risques de récidive moindres : la tumeur peut être retirée par une équipe chirurgicale, supprimant ainsi la source d'auto-anticorps. Il est admis en général qu'un diagnostic précoce et un traitement agressif améliorent les résultats pour le patient, mais c'est impossible à préciser, faute d'essais cliniques randomisés. Étant donné que la plupart des patients sont initialement vus par un psychiatre, il est primordial que tous les médecins — et surtout les psychiatres — prennent en compte l'encéphalite anti-NMDAr parmi leurs hypothèses diagnostiques face à une crise aiguë psychotique chez un sujet jeune sans passé neuropsychiatrique.

Si une tumeur est décelée, son exérèse doit être simultanée à une première ligne de traitement immunothérapeutique. Ça comprend des corticoïdes pour supprimer les défenses immunitaires, des immunoglobulines par voie intraveineuse, et une plasmaphérèse pour retirer physiquement les auto-anticorps. Une étude portant sur 577 patients a montré qu'après 4 semaines, environ la moitié des patients étaient améliorés après leur première cure d'immunothérapie.

L'immunothérapie de deuxième ligne comporte le rituximab (Rituxan), un anticorps monoclonal ciblant le récepteur CD20 à la surface des lymphocytes B, détruisant ainsi les cellules de la lignée B auto-réactives. La cyclophosphamide, un agent alkylant, réticulant l'ADN, employé tout autant pour soigner un cancer qu'une maladie auto-immune, a parfois montré son efficacité quand les autres traitements ont échoué.

D'autres médicaments, tel l'alemtuzumab (Lemtrada), ne sont utilisés qu'à titre expérimental.
L'utilisation d'antipsychotiques peut aggraver les symptômes avec un taux importants de syndrome malin des neuroleptiques. Dans les formes avec catatonie importante, une électroconvulsivothérapie peut avoir une certaine efficacité.

## Pronostic
Se remettre d'une encéphalite anti-NMDAr peut prendre plusieurs mois. Les symptômes réapparaissent dans l'ordre inverse : le patient peut présenter à nouveau un accès psychotique. Certains observateurs font erreur, croyant que le patient n'est pas sur la voie de la guérison ; alors que le processus de guérison se poursuit, les troubles psychotiques s'estompent. Enfin, le comportement social et les fonctions exécutives du sujet commencent à s'améliorer.
Des rechutes sont possibles mais rares, le plus souvent avec des symptômes moins importants que lors de la première crise.

## Épidémiologie
Le nombre de nouveaux cas par an est inconnu. Selon le California Encephalitis Project, l'encéphalite anti-NMDAr présente une incidence plus élevée que les encéphalites virales parmi la population âgée de moins de 30 ans. La plus grande série de cas réunit 577 patients présentant une encéphalite anti-récepteur au NMDA. Avec des données épidémiologiques limitées, l'étude fournit la meilleure approximation de la répartition de cette maladie. Elle constata que les femmes sont touchées de manière disproportionnée, avec 81 % des cas recensés. L'âge auquel la maladie se déclare est décalé vers la jeunesse : l'âge médian est de 21 ans au moment du diagnostic ; plus du tiers des cas sont des enfants, alors que seuls 5 % des cas sont des patients de plus de 45 ans. Cette même série montra que 394 patients sur 501 (79 %) évoluèrent favorablement à 24 mois. Trente patients (6 %) sont morts, et les autres eurent des séquelles plus ou moins graves. Cette étude confirma aussi que les patients présentant cette affection liée à un tératome étaient plutôt d'origine asiatique ou africaine.
Il s'agit toutefois du type le plus fréquent des encéphalites auto-immunes.

## Autres dénominations
Cette affection peut être décrite sous des dénominations variées, :
- en français :
  - Encéphalite à anticorps anti-NMDAR
  - Encéphalite à anticorps anti-récepteur NMDA
  - Encéphalite à anticorps anti-récepteur au N-méthyl-D-aspartate
  - Encéphalite à anticorps anti-récepteur au NMDA
  - Encéphalite à anticorps anti-récepteur du N-méthyl-D-aspartate
  - Encéphalite à anticorps anti-récepteur du NMDA
  - Encéphalite non paranéoplasique à anticorps anti-récepteur N-méthyl-D-aspartate
  - Encéphalite non paranéoplasique à anticorps anti-NMDAR
  - Encéphalite non paranéoplasique à anticorps anti-récepteur NMDA
  - Encéphalite non paranéoplasique à anticorps anti-récepteur au N-méthyl-D-aspartate
  - Encéphalite non paranéoplasique à anticorps anti-récepteur au NMDA
  - Encéphalite non paranéoplasique à anticorps anti-récepteur du N-méthyl-D-aspartate
  - Encéphalite non paranéoplasique à anticorps anti-récepteur du NMDA
  - Encéphalite paranéoplasique à anticorps anti-récepteur N-méthyl-D-aspartate
  - Encéphalite paranéoplasique à anticorps anti-NMDAR
  - Encéphalite paranéoplasique à anticorps anti-récepteur NMDA
  - Encéphalite paranéoplasique à anticorps anti-récepteur au N-méthyl-D-aspartate
  - Encéphalite paranéoplasique à anticorps anti-récepteur au NMDA
  - Encéphalite paranéoplasique à anticorps anti-récepteur du N-méthyl-D-aspartate
  - Encéphalite paranéoplasique à anticorps anti-récepteur du NMDA

- en anglais :
  - Anti N Methyl D Aspartate Receptor Encephalitis
  - Anti-N-Methyl-D-Aspartate Receptor Encephalitides
  - Anti-NMDA Receptor Encephalitis
  - Anti-NMDA Receptor Encephalitides
  - Anti-NMDAR Encephalitis
  - Anti-NMDAR Encephalitides
  - Non-paraneoplastic Anti-N-Methyl-D-Aspartate Receptor Encephalitis
  - Non-paraneoplastic Anti-NMDAR Encephalitis
  - Non paraneoplastic Anti NMDAR Encephalitis
  - Non-paraneoplastic Anti-NMDAR Encephalitides
  - Non-paraneoplastic Anti-NMDA Receptor Encephalitis
  - Non paraneoplastic Anti NMDA Receptor Encephalitis
  - Paraneoplastic Anti-N-Methyl-D-Aspartate Receptor Encephalitis
  - Paraneoplastic Anti N Methyl D Aspartate Receptor Encephalitis
  - Paraneoplastic Anti-NMDAR Encephalitis
  - Paraneoplastic Anti-NMDAR Encephalitides
  - Paraneoplastic Anti-NMDA Receptor Encephalitis

## Culture et société
L'encéphalite anti-NMDAr est supposée sous-tendre les récits historiques de possession démoniaque,.
En 2012, Susannah Cahalan, une jeune journaliste américaine au New York Post, publie son expérience de patiente sous le titre Brain on Fire: My Month of Madness ; en 2017 Netflix rachète les droits de diffusion du film peu après la première présentation publique lors du Toronto International Film Festival.

### Page connexe
- Brain on Fire (film, 2016)